# Mas les Mates
El Mas les Mates és un edifici d'Olot (Garrotxa) protegit com a Bé Cultural d'Interès Local.

## Descripció
Es tracta d'una edificació de caràcter rural i agrícola del Pla d'Olot. Sobre una construcció anterior es forma la façana amb elements decoratius i materials del modernisme popular. Composició simètrica a partir de crugies rectangulars i formant una façana del tipus basilical. Destaquen les obertures emmarcades amb rajols de ceràmica vista i una doble galeria a la planta superior. Completa el conjunt una era i coberts-cabanes.